# Edificio principale dell'Università statale di Mosca
L'edificio principale dell'Università statale di Mosca (in russo Гла́вное зда́ние МГУ?) è il più alto dei sette grattacieli moscoviti progettati durante il periodo stalinista e noti come Sette Sorelle. Esso viene utilizzato, fin dalla sua costruzione, dall'Università statale di Mosca (in russo Московский государственный университет имени М.В.Ломоносова?), fondata nel 1755 da Michail Lomonosov.

## Storia
La sua costruzione fu iniziata nel settembre 1949 e conclusa nel 1953 sulla Collina dei passeri (in russo Воробьёвы го́ры?); il suo progetto si deve all'architetto Lev Rudnev, al quale valse il premio Stalin del 1949. Alla progettazione parteciparono anche gli architetti Sergej Černyšëv, Pavel Abrosimov, Aleksandr Chrjakov e l'ingegnere Vsevolod Nasonov.

## Caratteristiche
L'edificio comprende un auditorium con 1.500 posti a sedere, 19 sale per conferenze, 140 aule di lezione, 6.000 camere per gli studenti, un club studentesco, una biblioteca, numerosi laboratori scientifici, una piscina e varie palestre. La guglia di 57 metri che sovrasta l'edificio regge una stella di 9 metri di diametro e del peso di 12 tonnellate.
Tra le varie statue che lo decorano si possono ricordare quella nei pressi dell'ingresso che rappresenta due studenti, opera della scultrice Vera Muchina, e il monumento dedicato al fondatore dell'università Michail V. Lomonosov (1711-1765), che si deve invece a Nikolaj Tomski.

## Ispirazione
Anche al di fuori della Russia l'edificio principale dell'Università statale di Mosca servì come ispirazione per vari progetti tra i quali il Palazzo della Cultura e della Scienza di Varsavia.  Al momento della sua costruzione esso era l'edificio più alto del mondo al di fuori dell'area di New York. Fu inoltre il più alto edificio d'Europa fino al 1991, anno in cui fu completata la Messeturm di Francoforte sul Meno.